# Megan Ketch
Megan Ketch es una actriz estadounidense, conocida por sus papeles en películas como la película de comedia romántica de 2013 The Big Wedding y la serie de televisión de misterio American Gothic.

## Vida y carrera
Ketch se graduó de la Universidad de Nueva York y en marzo de 2012 fue elegida para un papel principal en el drama piloto de ABC Gotham. Más tarde, en 2012, reemplazó a Jennifer Esposito en la serie de CBS Blue Bloods como la detective Kate Lansing. Sus otros créditos televisivos incluyen A Gifted Man, Law & Order: Special Victims Unit y The Good Wife. Hizo su debut cinematográfico en la comedia The Big Wedding del 2013.
De 2015 a 2016, Ketch tuvo un papel recurrente en la serie de comedia de CW Jane the Virgin. En 2016, protagonizó la serie dramática de verano de misterio de asesinato de CBS American Gothic.

## Filmografía

### Películas
| Año  | Título                     | Papel               | Notas        |
| ---- | -------------------------- | ------------------- | ------------ |
| 2006 | Settle Down Easy           | Jana                | Cortometraje |
| 2011 | Crystal Sessions           | Lilly Moore Granzen | Cortometraje |
| 2012 | Bright Morning             | Julie               | Cortometraje |
| 2013 | The Big Wedding            | Jane                |              |
| 2015 | Más fuerte que las bombas  | Amy                 |              |
| 2016 | Cohab                      | Caye                | Cortometraje |
| 2017 | La increíble Jessica James | Mandy               |              |

### Televisión
| Año       | Título                            | Papel                      | Notas                                          |
| --------- | --------------------------------- | -------------------------- | ---------------------------------------------- |
| 2011      | A Gifted Man                      | Julia                      | Episodio: "In Case of Abnormal Rhythm"         |
| 2012      | Gotham                            | Anne Travers               | Piloto de televisión no vendido                |
| 2012      | Law & Order: Special Victims Unit | Corey Green                | Episodio: "Historia oficial"                   |
| 2012-2013 | Blue Bloods                       | Detective Kate Lansing     | Papel recurrente, 6 episodios                  |
| 2013-2015 | Blue Bloods                       | Deena Lampard              | 4 episodios                                    |
| 2013-2015 | Under the Dome                    | Harriet Arnold             | 4 episodios                                    |
| 2014      | Reckless                          | Shelby Rayder              | Episodios: "Family Plot", "Civil Wars: Part 1" |
| 2015      | Forever                           | Irene                      | Episodio: "Social Engineering"                 |
| 2015-2016 | Jane the Virgin                   | Susanna Barnett/Sin Rostro | Papel recurrente, 12 episodios                 |
| 2016      | American Gothic                   | Tessa Hawthorne            | Papel principal                                |
| 2018      | Tremors                           | Mindy                      | Piloto de televisión no vendido                |
| 2018-2019 | The Affair                        | Gaelle                     | 2 episodios                                    |
| 2020      | Evil                              | Judy James                 | Episodio: "Room 320"                           |